# 天主教特皮克教區
天主教特皮克教區（拉丁語：Dioecesis Tepicensis）是墨西哥一個羅馬天主教教區，屬瓜達拉哈拉總教區。
教區成立於1891年6月23日，包括納亞里特州南部和哈利斯科州西北部。2010年有教友1,107,800人（佔轄區總人口97.2%）、七十八個堂區、215名司鐸。現任教區主教為類思·阿爾特米奧·弗洛雷斯·卡爾薩達。